# Hornera cerviformis
Hornera cerviformis är en mossdjursart som beskrevs av Ortmann 1890. Hornera cerviformis ingår i släktet Hornera och familjen Horneridae. Inga underarter finns listade i Catalogue of Life.